# 222 (numero)
Duecentoventidue (222) è il numero naturale dopo il 221 e prima del 223.

## Proprietà matematiche
- È un numero pari.
- È un numero composto con otto divisori: 1, 2, 3, 6, 37, 74, 111, 222. Poiché la somma dei suoi divisori (escluso il numero stesso) è 234 > 222, è un numero abbondante.
- È un numero sfenico, ovvero un prodotto di tre fattori primi distinti.
- È un numero semiperfetto in quanto pari alla somma di alcuni (o tutti) i suoi divisori.
- È un numero noncototiente.
- È un numero 75-gonale.
- Un angolo di 222° divide approssimativamente il cerchio nella sezione aurea.
- È il numero di reticoli che si possono creare con 10 vertici.
- Ci sono 111 modi diversi di ottenere 222 come somma di 1 e di 3 numeri primi.
- È un numero di Harshad, nel sistema numerico decimale essendo divisibile per la somma delle sue cifre.
- M(222) = 4, un valore insolitamente alto.[1]
- È un numero palindromo nel sistema di numerazione posizionale a base 13 (141) e nel sistema numerico decimale. In quest'ultima base è altresì un numero a cifra ripetuta.
- È parte delle terne pitagoriche (72, 210, 222), (222, 296, 370), (222, 1360, 1378), (222, 4104, 4110), (222, 12320, 12322).
- È un numero colombiano nel sistema numerico decimale.
- È un numero congruente.

## Astronomia
- 222P/LINEAR è una cometa periodica del sistema solare.
- 222 Lucia è un asteroide della fascia principale del sistema solare.
- NGC 222 è un ammasso aperto della costellazione del Tucano.

## Astronautica
- Cosmos 222 è un satellite artificiale russo.

## Altri ambiti
- L'additivo alimentare E222 è il conservante bisolfito di sodio.
- +222 è il prefisso telefonico internazionale della Mauritania.